# Evangelisches Dorfhelferinnenwerk Niedersachsen

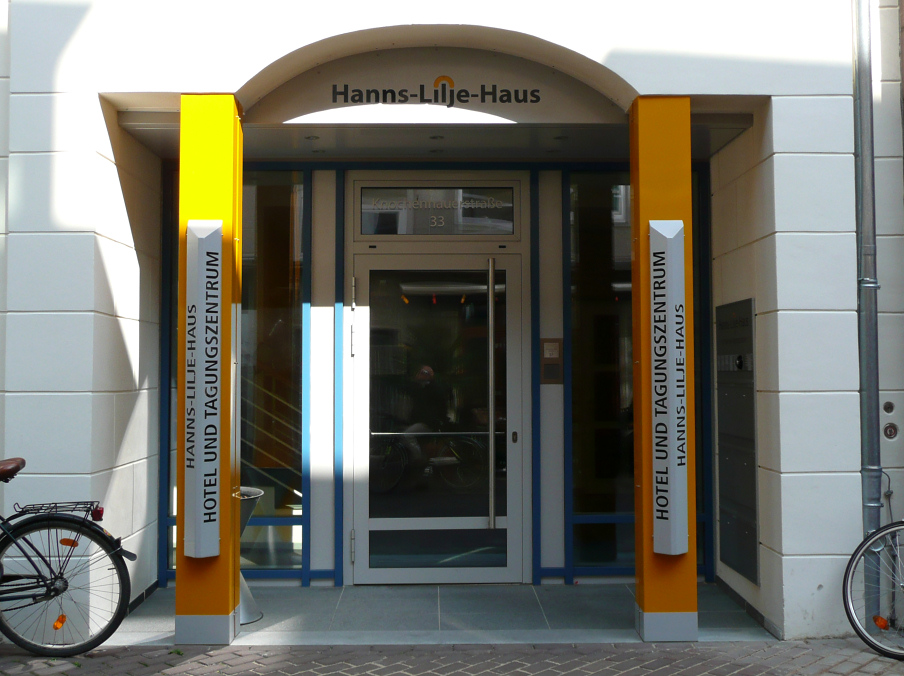
Eingang zur Geschäftsstelle im Hanns-Lilje-Haus in Hannover

Das Evangelische Dorfhelferinnenwerk Niedersachsen e.V. (DHW) ist eine diakonische Einrichtung, die 1960 gegründet wurde und von der Ev.-luth. Landeskirche Hannovers, der Ev.-luth. Kirche in Oldenburg, der Ev.-luth. Landeskirche Schaumburg-Lippe und der Evangelisch-reformierten Kirche getragen wird. Der Sitz der Geschäftsstelle befindet sich im Hanns-Lilje-Haus in Hannover. Das Dorfhelferinnenwerk ist dem Haus kirchlicher Dienste der Ev.luth.-Landeskirche Hannovers zugeordnet.

## Geschichte
Das Dorfhelferinnenwerk entstand im inhaltlichen Zusammenhang mit dem Müttergenesungswerk und der Familienhilfe. 1958 wurde im Landesjugendpfarramt ein Referat für die Evangelische Jugend auf dem Lande eingerichtet. Das Dorfhelferinnenwerk in der hannoverschen Landeskirche entwickelte sich aus der Evangelischen Jugend auf dem Lande – Landesjugendpfarramt – heraus. Die Dorfhelferinnenarbeit wurde, unter Mithilfe und Unterstützung des Landwirtschaftsministerium Niedersachsen und den Landwirtschaftskammern aus dem württembergischen Realteilungsgebiet in das Niedersächsische Anerbengebiet importiert. Die Zusammenarbeit erfolgte, um das Ziel der Staatlichen Anerkennung des Ausbildungsberuf Dorfhelferin sicherzustellen.
Die Lehrgänge für evangelische Dorfhelferinnen fanden zunächst im Ev. Hospital Neuenkirchen bei Bremen statt, ab 1965 im Dorfhelferinnenseminar in Fischerhude, das im selben Jahr eröffnet wurde.
Die Zahl der Dorfhelferinnen stieg von 14 im Jahr 1961 auf 175 im Jahr 1993.
Das Dorfhelferinnenwerk war seit seiner Gründung ein Werk im Amt für Gemeindedienst (AfG)/Haus kirchlicher Dienste (HkD). Ab 1972 war es ein Werk im Arbeitsbereich Erwachsenenarbeit. Von 1977 bis 1985 war es als Sonderbereich in das AfG eingebunden. Danach war es eine den Fachgebieten gleichgestellte Einrichtung, dann Teil des Arbeitsbereiches Medienzentrale – Kirchliche Freizeitstätten – Dorfhelferinnenwerk – Gleichstellung (heute: Kunst und Kultur im Haus kirchlicher Dienste) und ab 2002 Fachabteilung im Arbeitsbereich Kirche im Dialog im AfG/HkD. Seit 2009 ist das DHW eine dem Haus kirchlicher Dienste zugeordnete Einrichtung.

## Aufgaben
Das Werk hat die Aufgabe, der Familie durch Vertretung der Hausfrau in Notsituationen Hilfe zu leisten. Dies geschieht durch den Einsatz von Dorfhelferinnen, für deren Ausbildung (in der Ev.-luth. Marahrens-Heimvolkshochschule Loccum), Vermittlung (durch die Ortskuratorien), Anstellung und Betreuung der Verein Sorge trägt.
Die Dorfhelferinnen leisten Haus- und Familienpflege überwiegend in Familien des ländlichen Raumes. Sie vertreten die Hausfrau und Mutter meist dann, wenn diese aus gesundheitlichen Gründen für begrenzte Zeit den Haushalt nicht führen kann – in der Regel für ein bis sechs Wochen. Im Familieneinsatz erfüllen die Dorfhelferinnen pädagogische, pflegerische und hauswirtschaftliche Aufgaben. Die Finanzierung erfolgt in der Regel durch die Landwirtschaftlichen Sozialversicherungsträger. Die Einsätze vor Ort werden von 27 Dorfhelferinnenstationen (Stand 2023) gewährleistet. 2010 waren es noch 37 Stationen. In den 34 Kuratorien setzen sich über 500 Ehrenamtliche für Familien in Notsituationen ein. Insgesamt sind 145 Dorfhelferinnen (Stand 2014) im Dorfhelferinnenwerk angestellt. Die Geschäftsstelle mit Sitz in Hannover sorgt u. a. für die Betriebliche Leitung, die Abrechnung und die Öffentlichkeitsarbeit. Geschäftsführerin ist seit 2014 Renate Kräft, Loccum.

## Vorstandsvorsitzende
Das Dorfhelferinnenwerk e.V. wird von einem Vorstand geleitet und nach außen repräsentiert. Neben der Vorsitzenden, derzeit Pastorin Ricarda Rabe, gehören eine Stellvertreterin, der Schatzmeister und bis zu acht weitere Mitglieder zum Vorstand. Weitere Personen sind Gäste des Vorstandes, unter anderem die Geschäftsführerin/der Geschäftsführer, derzeit Renate Kräft.
- 1960–1962: Landessuperintendent Richard Siefken, Aurich
- 1962–1975: Superintendent Rudolf Schlie, Pattensen/Leine
- 1975–1976: Landessuperintendent Martin Kruse, Stade
- 1976–1982: Oberlandeskirchenrat Johannes Hasselhorn, Hannover
- 1982–1992: Landessuperintendent Werner Schröder, Aurich
- 1992–1998: Direktor Pastor Hans Joachim Schliep, Hannover
- 1998–2004: Landessuperintendentin Doris Janssen-Reschke, Osnabrück
- 2004–2013: Pastorin Monika Stallmann, Bad Essen[3]
- 2013–2022: Landessuperintendent/Regionalbischof Dieter Rathing, Lüneburg[4]
- seit 2022: Pastorin Ricarda Rabe, Martfeld

## Schriften/Literatur
- Müller, Martin; Ederhof, Dietger (Hg.): Evangelisches Dorfhelferinnenwerk Niedersachsen e.V. und Dorfhelferinnenseminar Fischerhude 1960 bis 1985. Festschrift zur 25-Jahr-Feier. Hermannsburg 1985.
- Evangelisches Dorfhelferinnenwerk Niedersachsen e.V. Seit 50 Jahren ...Mitten im Leben..im Einsatz für Familien. Erfolgreiche Zusammenarbeit und Vernetzung-Schrift zum 50-jährigen Jubiläum, Herausgeber: Evangelisches Dorfhelferinnenwerk Niedersachsen e.V., 2010 Druck: Haus kirchlicher Dienste der Evangelisch-lutherischen Landeskirche Hannovers
- Dirk Riesener: Volksmission-zwischen Volkskirche und Republik. 75 Jahre Haus kirchlicher Dienste-früher Amt für Gemeindedienst-der Evangelisch-lutherischen Landeskirche Hannovers , Das Dorfhelferinnenwerk: S. 179–183, Lutherisches Verlagshaus GMBH, Hannover 2012, ISBN 978-3-7859-1080-1